# John Droeshout

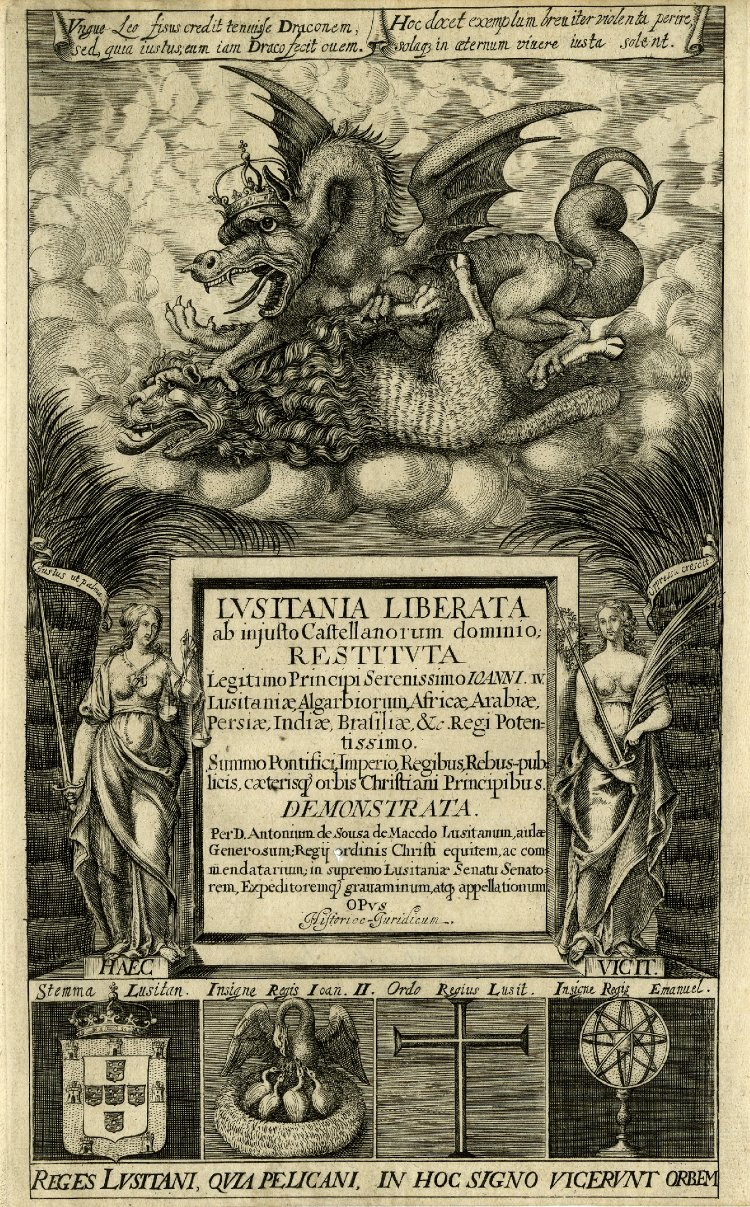
Portada de Antonio de Sousa de Macedo, Lusitania Liberata ab injusto Castellanorum dominio, Londres, 1645. British Museum.

John Droeshout (Londres, 1599-1651/1652) fue un grabador inglés. 
Descendiente de una familia emigrada de Bruselas a Londres e hijo del también grabador Michael Droeshout, fue bautizado en 1599 en la Iglesia reformada neerlandesa de Austin Friars en Londres, donde dos años después sería bautizado también su hermano menor, Martin Droeswoode. De su biografía se sabe que en 1632 se inscribió como hermano libre en la Clockmakers’ Company, cuya cuota pagó hasta 1647, y que en 1632 recibió un aprendiz, Daniel Jolly.
En la ilustración de libros proporcionó portadas calcográficas, entre otras, para las páginas de título de John Babington, Pyrotechnia or a Dicourse of Articiali Fire workes for Pleasure, Londres, Ralph Mab, 1635, con el retrato del autor de 31 años, y John Danes, Paralipomena, Londres, 1639; además del frontispicio de la obra de Richard Elton, The compleat body of the art military, 1650, con el retrato del autor fechado en 1649, a sus 39 años, pero ninguna tan célebre como la portada de Lusitania Liberata ab injusto Castellanorum dominio de Antonio de Sousa de Macedo, Londres, Richard Heron, 1645, para la que también se encargó de las ilustraciones interiores de carácter alegórico. Sousa de Macedo respondía en su tratado al polémico Philippus Prudens de Juan Caramuel Lobkowitz, que ya en 1639 había defendido la sujeción del Reino de Portugal a la Corona de Castilla con argumentos morales, jurídicos y políticos pero también jeroglíficos y astrológicos representados en el frontispicio de su obra, grabado por Jacob Neefs por dibujo Erasmus Quellinus II, con el signo Leo (en el que había nacido Felipe II) sometiendo a la constelación del dragón, figura que acompañaba al escudo de Portugal, imagen a la que respondía el grabado de Droeshout con el dragón portugués, coronado, aplastando al león hispano.
Suya es también una tabla «más exacta» de las torturas infligidas a los primeros mártires cristianos bajo la tiranía del Imperio romano, representadas en una serie de pequeñas imágenes en una hoja, para ser incluida entre las páginas 44 y 45 de la edición de Londres de 1641 de Acts and Monuments o Libro de los mártires de John Foxe, y un pequeño retrato del enano Jeffrey Hudson, 1644, del que existen varios ejemplares y reimpresiones en el British Museum.